# Ctenidae
Ctenidae (på svenska ibland betecknad som vandringsspindlar) är en familj av spindlar.
Ctenidae ingår i ordningen spindlar, klassen spindeldjur, fylumet leddjur och riket djur. Enligt Catalogue of Life omfattar familjen Ctenidae 471 arter.

## Dottertaxa till Ctenidae, i alfabetisk ordning[1]
- Acantheis
- Acanthoctenus
- Africactenus
- Amauropelma
- Anahita
- Ancylometes
- Apolania
- Asthenoctenus
- Bengalla
- Caloctenus
- Celaetycheus
- Centroctenus
- Ctenopsis
- Ctenus
- Cupiennius
- Diallomus
- Enoploctenus
- Gephyroctenus
- Incasoctenus
- Isoctenus
- Itatiaya
- Janusia
- Leptoctenus
- Mahafalytenus
- Montescueia
- Nothroctenus
- Paravulsor
- Petaloctenus
- Phoneutria
- Phymatoctenus
- Pseudoctenus
- Thoriosa
- Trogloctenus
- Trujillina
- Tuticanus
- Wiedenmeyeria
- Viracucha
- Viridasius
- Vulsor